# Ján Valach (hudební skladatel)
Ján Valach (22. září 1925 Hnúšťa – 20. listopadu 2019 Antverpy) byl slovenský varhaník, dirigent a skladatel.

## Život
Narodil se 22. září 1925 v obci Hnúšťa na Slovensku. Po maturitě v roce 1944 studoval na Lékařské fakultě Univerzity Komenského v Bratislavě a současně na Státní konzervatoři v Bratislavě, kde se věnoval hře na varhany a dirigování. V letech 1947–1952 studoval hru na varhany a dirigování na Akademii múzických umění v Praze a studoval také hudební vědu a estetiku na Univerzitě Karlově. Po vojenské službě pracoval od roku 1954 jako korepetitor a asistent dirigenta Slovenského Národního divadla. V roce 1956 vyhrál dirigentskou soutěž Ministerstva kultury. V letech 1962–1965 byl uměleckým šéfem Divadla J.G.Tajovského v Banské Bystrici. Od roku 1966 působil jako hostující dirigent v Německu a Belgii, V roce 1967 jako varhanní virtuóz a pedagog na nové konzervatoři v Káhiře. Pro Královskou vlámskou operu v Antverpách přeložil s manželkou Blankou libreto opery Eugena Suchoně Krútňava. Sám dirigoval i premiéru dalších 18 repríz. V roce 1971 byl prohlášen Československem za emigranta. V letech 1968–1974 působil jako dirigent Královské opery v Antverpách a opery v Gentu (Prodaná nevěsta, Rusalka, Řecké pašije), v letech 1974–1985 jako umělecký vedoucí a dirigent Královské oratorní společnosti Arti Vocali (Dvořák-Stabat Mater, Bach- Matoušovy Pašije). V roce 1974 byl jmenován profesorem hry na varhany v Akademii v Meise-Bruselu a profesorem dirigování na Královské konzervatoři v Gentu. Jako dirigent a sólový varhaník působil v Evropě i USA. Se svojí manželkou byl také činný v bruselském krajanském spolku Beseda. V roce 1998 založil mezinárodní soutěž pro studenty hudebních škol Hnúšťanský akord. Za svou bohatou koncertní, pedagogickou a kulturní činnost byl oceněn mnoha cenami, mimo jiné Řád belgické koruny (Ordre de la Couronne), Zlatá medaile za zásluhy Ministerstva zahraničí Slovenské republiky, cena Gratias Agit za šíření dobrého jména České republiky v zahraničí Ministerstva zahraničí České republiky, Čestný doktorát Univerzity Mateja Bela Banská Bystrica atd..
Zemřel 20. listopadu 2019 v Antverpách.

## Dílo
Složil více než 120 skladeb varhanních, vokálních, komorních a orchestrálních (kantáty Elisabeth, Ewige Insel, oratorium De klepper/De klok ad.). Jako dirigent, varhaník a klavírista byl propagátorem české a slovenské hudby.